# Michel Deguy
Michel Deguy (Parigi, 23 maggio 1930 – Parigi, 16 febbraio 2022) è stato uno scrittore, poeta e filosofo francese.

## Biografia
Ha insegnato filosofia fino al 1968 e poi letteratura francese all'Università di Parigi VIII.
Ha fatto parte del comitato di lettura della casa editrice Gallimard tra il 1962 e il 1987, dal 1990 al 1992 ha presieduto il Collège international de philosophie, di cui è membro, e dal 1992 al 1998 la Maison des écrivains. Dal 1977 è capo redattore della rivista « Poésie » e partecipa alle riviste « Critique » e « Les Temps modernes ».
Risolutamente classica ed allo stesso tempo moderna, la scrittura sonora di Michel Deguy si caratterizza per un notevole lavoro sulla lingua, nella quale si uniscono e si mescolano pensieri filosofici e profonda cultura poetica e letteraria.
(Mario Benedetti)

## Premi letterari
Nel 1961 ha vinto il Prix Fénéon

Nel 1962 ha vinto il Premio Max Jacob

Nel 1998 ha vinto il Grand Prix national de la poésie

Nel 2004 ha vinto il Grand Prix de poésie de l'Académie française.

## Opere
- Les Meurtrières, Paris, Pierre Jean Oswald, 1959, 63 p.
- Fragment du cadastre, Paris, Gallimard, coll. « Le Chemin », 1960, 156 p.
- Poèmes de la Presqu'île, Paris, Gallimard, coll. « Le Chemin », 1961, 149 p.
- Le Monde de Thomas Mann, Paris, Plon, 1962, 168 p.
- Biefs: poèmes, Paris, Gallimard, coll. « Blanche », 1964, 164 p.
- Actes, Paris, Gallimard, coll. « Le Chemin », 1966. 301 p.
- Ouï dire, Paris, Gallimard, coll. « Blanche », 1966, 109 p.; ripubblicato con una prefazione di Alain Bonfand, Paris, La Différence, coll.  «Orphée», (136), 1992, 127 p.
- Histoire des rechutes, Paris, Éditions Promesse, coll. « Diptyque », 1968, 33 p. [illustrazioni di Enrique Zañartu].
- Figurations : poèmes, propositions, études, Paris, Gallimard, coll. « Le Chemin », 1969, 272 p.
- Poèmes 1960-1970, préface d'Henri Meschonnic, Paris, Gallimard, coll. « Poésie », (90), 1973, 143 p. [ripubblicato nel 1998].
- Tombeau de Du Bellay, Paris, Gallimard, coll. « Le Chemin », 1973, 234 p. [réédité en 1989].
- Coupes, Luxembourg, Origine, coll. « Le Verger », (18), 1974, 33 p. [poesie di M. Deguy accompagnate da una traduzione italiana di Luigi Mormino e da una linoleografia di Jorge Perez-Roman].
- Interdictions du séjour, Paris, L'Énergumène, 1975, 38 p. [con quasi-citazioni di Thomas Hardy, Schlesinger, Benveniste, Omero, Mallarmé, Aristotele, G. Iommi, Svetonio, Kierkegaard, Kafka, Villon e Pernette du Guillet].
- Reliefs, Paris, Éditions "D'atelier", 1975, 143 p.
- Abréviations usuelles, Malakoff, Orange Export Ltd, coll. « Chutes », 1977 [s.n.]
- Jumelages, seguito da Made in USA : poèmes, Paris, Seuil, coll. « Fiction & Cie », 1978, 232 p.
- Vingt Poètes américains, Paris, Gallimard, coll. « Du monde entier », 1980, 495 p. [ed. bilingue].
- Donnant, Donnant : cartes, airs, brevets, Paris, Gallimard, coll. « Le Chemin »), 1981, 140 p.
- La Machine matrimoniale ou Marivaux, Paris, Gallimard, coll. « Le Chemin », 1982, 292 p. [con bibliografia; ripubblicata nel 1986 nella collezione  «Tel», (110), 319 p.]
- René Girard et le problème du Mal, Paris, Grasset, 1982, 333 p.
- Gisants. Poèmes, Paris, Gallimard, 1985, 139 p.
- Brevets, Seyssel, Champ Vallon, coll. « Recueil », 1986, 260 p.
- Choses de la poésie et affaire culturelle, Paris, Hachette, 1986, 220 p.
- Poèmes II. 1970-1980, Paris, Gallimard, coll. « Poésie », (205), 1986, 183 p. [postfazione dell'autore].
- La poésie n'est pas seule : court traité de poétique, Paris, Seuil, coll. « Fiction & Cie », (99), 1987, 185 p.
- Le Comité. Confessions d'un lecteur de grande maison, Seyssel, Champ Vallon, 1988, 206 p.
- Du Sublime, Paris, Belin, 1988, 259 p.
- Arrêts fréquents, Paris, A. M. Métailié, coll. « L'Élémentaire », 1990, 119 p.
- Au sujet de Shoah, le film de Claude Lanzmann, Paris, Belin, coll. « L'Extrême contemporain », 1990, 316 p.
- L'Hexaméron : il y a prose et prose, Paris, Seuil, coll. « Fiction & Cie », 1990, 126 p.
- Aux heures d'affluence. Poèmes et proses, Paris, Seuil, coll. « Fiction & Cie », 1993, 200 p.
- À ce qui n'en finit pas. Thrène, Paris, Seuil, coll. « La Librairie du XXe siècle», 1995 [s.n.]
- À l'infinitif, Paris, Éditions La Centuplée, 1996, 56 p.
- L'Énergie du désespoir, ou d'une poétique continuée par tous les moyens, Paris, Presses Universitaires de France, coll. « Les essais du Collège international de Philosophie », 1998, 119 p.
- Gisants. Poèmes III. 1980-1995, Paris, Gallimard, coll. « Poésie », 1999, 239 p.
- La Raison poétique, Paris, Galilée, coll. « La Philosophie en effet », 2000, 221 p.
- L'Impair, Tours, Farrago, 2000 [2001], 155 p.
- Spleen de Paris, Paris, Galilée, 2000, 54 p.
- Poèmes en pensée, Bordeaux, éd. Le Bleu du ciel, 2002, 59 p. [contiene « Motifs pour un poème » di Alain Lestié].
- Un homme de peu de foi,  Paris, Bayard, 2002, 216 p.
- L'amour et la vie d'une femme,  Bordeaux, éd. Le Bleu du ciel, juillet 2004, fuori commercio.
- Chirurgie esthétique, Michel Deguy/Bertrand Dorny, 12 ex. fotocopiati, accompagnati da collages originali di Bertrand Dorny, Paris, Galerie Thessa Herold, 2004, 12 p. [comprende numerosi testi di Deguy sulle opere rappresentate nel catalogo: La Fête Ici, La Cervelle, Pourquoi ne pas Bertrand… Pour Bertrand Dorny, Au gué du bois flotté… Topomorphoses, Vitrines, Musée manipulé, Architectures].
- Au jugé, Paris, Galilée, 2004, 213 p.
- Sans retour. Etre ou ne pas être juif, Paris, Galilée, 134 p.
- Recumbents : poems. With « How to name » by Jacques Derrida, traduzioni, introduzione e note di Wilson Baldridge, Middletown, Wesleyan University Press, 2005, 236 p.
- Le Sens de la visite, Paris, Stock, coll. « L'Autre Pensée », 2006, 353 p.
- Réouverture après travaux, frontespizio di Valerio Adami, Paris, Galilée, 2007, 271 p.
- Desolatio, Paris, Galilée, 2007, 97 p.
- Grand cahier Michel Deguy, collettivo coordinato da J.-P. Moussaron, Coutras, ed. Le Bleu du ciel, 2007, 334 p. [in appendice Meurtrières di M. Deguy; bibliografia p. 330-334].
- La Fin du monde, Paris, Éditions Hermann, 2009

### Opere tradotte in italiano
- Coupes, Luxembourg, Origine, coll. « Le Verger », (18), 1974, 33 p. [poesie di M. Deguy accompagnate da una traduzione italiana di Luigi Mormino e da una linoleografia di Jorge Perez-Roman].
- Gisants, a cura di Andrea Zanzotto, traduzione di Gérard Genot, Genova, San Marco dei Giustiniani, 1999, 140 p. ISBN 88-7494-121-8
- Manutenzione, a cura di A. Marchetti, Rolo, ed. Il Capitello del Sole, coll. Metáphrasis, 2001, 40 p.
- Arresti frequenti. Poesie scelte 1965-2006. Testo francese a fronte, traduzione di Mario Benedetti, Roma, Luca Sossella Editore, 2007, 174 p.